# Isthmura maxima
Espèce
Synonymes
- Pseudoeurycea maxima Parra-Olea, García-París, Papenfuss & Wake, 2005

Statut de conservation UICN

 EN  : En danger
Isthmura maxima est une espèce d'urodèles de la famille des Plethodontidae.

## Répartition
Cette espèce est endémique de l'État d'Oaxaca au Mexique. Elle se rencontre entre 730 et jusqu'au-dessus de 2 000 m d'altitude dans l'Ouest et le Sud de l’État.

## Description
Isthmura maxima mesure de 90 à 125 mm pour les mâles et de 89 à 128 mm pour les femelles.

## Publication originale
- Parra-Olea, García-París, Papenfuss & Wake, 2005 : Systematics of the Pseudoeurycea bellii (Caudata: Plethodontidae) species complex. Herpetologica, vol. 61, no 2, p. 145-158 (texte intégral).